# Чернышев, Андрей Александрович
Андрей Александрович Чернышев (14 февраля 1936, Москва — 22 февраля 2019, Москва) — российский и советский учёный, профессор Московского университета. Член Союза журналистов и Союза кинематографистов России, доктор филологических наук, профессор кафедры истории русской литературы и журналистики, автор более 50 статей и четырёх книг.
Исследователь русской эмигрантской литературы и публицистики XX века, в особенности, творчества Марка Алданова.

## Происхождение
Отец Андрея Александровича — Казимир Мечиславович Добраницкий (родился в 1905 году, Швейцария, Цюрих — умер в 1937, СССР, Москва) — получил образование филолога (сдал экстерном, 2-й МГУ, 1927), работал лектором Московско-Нарвского райкома ВКП(б) в Ленинграде (1926—1927), заведующий отделом культуры в издательстве «Рабочая Москва», заместителем главного редактора издательства Всесоюзной академии архитектуры (1936—1937). Был знаком с Максимилианом Волошиным, Анной Ахматовой, часто бывал в гостях у Булгаковых. Расстрелян в 1937 году. Обвинялся в шпионаже и участии в контрреволюционной террористической организации. Реабилитирован 9 декабря 1991 г.
Мать — Анна (Нина) Георгиевна Чернышева (Ронжина) (1913—1993), переводчик c французского и немецкого языков. Арестована в 1938 году. Освобождена в 1949 г. Реабилитирована в 1956 г.
Дед — Мечислав Михайлович Добраницкий (8(20) января 1882, Лодзь (Польша) — 5 ноября 1937, Ленинград). Революционер, советский государственный и музейный деятель, первый советский консул в Гамбурге, директор Государственной Публичной библиотеки в Ленинграде.
Расстрелян 5 ноября 1937 года по обвинению в шпионаже и участии в контрреволюционной террористической организации. Реабилитирован 1 февраля 1960 года.
Бабушка — Анна Елена Карловна Добраницкая (Хиршфельд) (1887 год, Митава, Курляндская губерния — 1938, Москва) — заведующая кафедрой немецкого языка Высшей школы профсоюзного движения. Казнена по обвинению в шпионаже в Москве в 1938 году. Реабилитирована в 1957-м.
Отчим — Александр Николаевич Чернышев (1914—1986) Профессор Московского полиграфического института. Третий муж матери Андрея Александровича с 1949 года. Усыновил Андрея в 1951-м, дал ему свои фамилию и отчество.

## Ранние годы
После ареста матери и гибели отца, дедушки и бабушки мальчик в возрасте полутора лет остался на попечении бабушки по материнской линии, Лидии Александровны Ронжиной, и тети, Татьяны Александровны Ивановой, литературоведа, исследователя жизни и творчества М. Ю. Лермонтова.
Во время войны они давали Андрею школьные уроки и занимались его воспитанием. С четвёртого класса, в 1945 г., пошел в школу.
После окончания средней школы с золотой медалью в 1953 г. поступил на факультет журналистики МГУ им. М. В. Ломоносова, который успешно окончил в 1958 г.

## Преподаватель
С 1965 года на преподавательской работе. С 1968 по 1998 годы — на факультете журналистики МГУ им. М. В. Ломоносова. Доцент (1965), затем профессор (1992).
Лекционные курсы:
- «Литература эпохи Гоголя»,
- «Литература эпохи Пушкина»-
- курс для студентов-иностранцев «Русская литература 1920 — 40-х годов»

Спецкурсы:
- «Полемика: „Кто победит: театр или синематограф? От манифестов кино к научному исследованию“»,
- «Автор „Детей Ванюшина“ Найденов».

Вёл спецсеминары:
- «Писатели о будущем кино (Андрей Белый, Чуковский, Серафимович)»,
- «Становление системы кинозвезд»,
- «Осознание кинематографа как нового вида искусства»,
- "Эпоха Пушкина: писатели и публицисты «второго ряда».[20]

## Отзывы
Ясен Засурский, декан факультета журналистики МГУ (1965—2007), в воспоминаниях о Чернышёве написал: «Среди лучших преподавателей нашего факультета я особенно ценил и ценю тех, кто не читает лекции по бумажке, а по-настоящему интересен студентам, умеет увлечь их. Это особенно важно, когда речь идет о русской литературе и том его периоде, который должен хорошо знать каждый, — периоде Пушкина. Андрей Александрович был его знатоком и именно таким специалистом, такой личностью.
Чернышев останется в памяти как крупный ученый, преподаватель, прочитавший на нашем факультете немало очень интересных курсов по русской литературе, помогавший аспирантам».

## Учёный
Защитил кандидатскую диссертацию в 1964 году на тему: «Драматургия С. А. Найдёнова» По материалам диссертации в 1977 году выпущена монография «Путь драматурга. С. А. Найдёнов».
Защитил докторскую диссертацию в 1988 году на тему: «Русская дооктябрьская киножурналистика» По материалам диссертации в 1987 году выпущена монография «Русская дооктябрьская киножурналистика». Дополнена и переиздана в 2017 году. Автор более 50 научных статей.
Андрей Александрович Чернышев с конца 1980-х занимался исследованием творчества Марка Алданова. Первым опубликовал немало его произведений в России. После стажировки в Бахметевском архиве Колумбийского университета, где сохранена большая часть духовного наследия писателя, А. А. Чернышев подготовил к печати собрания сочинений Алданова, публиковался в журналах и газетах с целью познакомить российского читателя с этим именем. Занимался творчеством Алданова до последних дней. Тексты многочисленных работ обобщены в разделе "Материк по имени «Марк Алданов» книги «Открывая новые горизонты. Споры у истоков русcкого кино. Жизнь и творчество Марка Алданова» М., 2017. С. 201—357

## Семья
Жена — Алла Борисовна Азарова (род. 1938). Сотрудник рукописного отдела Государственной библиотеки им. Ленина (1957—1965) и заведующая архивом Минлесбумпрома СССР (1965—1997 гг.).

## Книги, монографии
- Чернышёв А. А. «Открывая новые горизонты. Споры у истоков русcкого кино. Жизнь и творчество Марка Алданова». — М.: Паблит, 2017—357 с. — ISBN 978-5-9500307-8-9[15]
- А. Чернышёв. «Гуманист, не веривший в прогресс. Предисловие к 6-томному собранию сочинений М. Алданова». — М.: Правда, 1991. — ISBN 5-253-00376-2
- Андрей Чернышев «Архивы Марка Алданова». К 120-летию со дня рождения, которое мы пропустили.[28]
- Чернышёв А. А. «Русская дооктябрьская киножурналистика». — М.: Издательство Московского университета, 1987—216 с.[29]
- Csernisov А.А. «A XIX. sz. első negyedének orosz irodalomtörténete».- Budapest: Tankönyvkiadó, 1976, — 168 c.[30]
- Чернышёв А. А. «Путь драматурга. С. А. Найденов».- М.: Издательство Московского университета, 1977, — 119 с.[22]
- Медведев А., Чернышев А. «Десятая муза».— М.: «Детлит», 1977, — 176 с.

## Книги М. А. Алданова, изданные со статьями и под редакцией А. А. Чернышева
- М. Алданов. Ключ. Вступительная статья А. А. Чернышева «Непогасшая искорка Марка Алданова». М.: Дружба народов, 1991.
- М. Алданов. Ключ; Бегство; Пещера. Вступительная статья А. А. Чернышева. М.: Дружба народов, 1991.
- М. Алданов. Избранные сочинения. В 2 т. Послесловие А. А. Чернышева во 2-м томе «Четыре грани таланта Марка Алданова». М.: Известия, 1991.
- Алданов, Марк Александрович [Собрание сочинений в шести томах] / Марк Алданов; [Составление и общая редакция А. А. Чернышева]. — М. : Пресса, 1993
- Алданов, Марк. [Сочинения : В 6 кн.] / Марк Алданов; [Под общ. ред. и с предисл. А. Чернышева]. — М.: Новости, 1996
- Алданов, Марк Александрович (1886—1957.) Повесть о смерти : Бред : [Романы] [Составление, подготовка текста, предисловие д.ф.н. А. А. Чернышева]/ М. Алданов. — М.: Гудьял-Пресс, 1999. — 692 с.; 21 см. — (Гранд Либрис).; ISBN 5-8026-0024-1[31]
- Алданов, Марк Александрович — Повесть о смерти : Бред : [Романы] / М. Алданов
- Марк Алданов. Сочинения. Составление, вступительная статья «Что ни фраза, то золото» А. А. Чернышева. М.: Книжная палата, 2002, 1168 с.
- Алданов, Марк Александрович (1886—1957). Собрание сочинений : в 8 томах / Марк Алданов; [сост. А. Чернышев]. — Москва : Терра-Кн. клуб, 2007-. — 21 см; ISBN 978-5-275-01607-9 (В пер.)[32]
- Марк Алданов. Самоубийство. Послесловие А. А. Чернышева. М.: Эксмо, 2011.
- Марк Алданов. Начало конца. Серия «Библиотека всемирной литературы». Предисловие, послесловие, подготовка текста А. А. Чернышева. М.: Эксмо, 2012, 640